# 愿亲人早日养好伤
《愿亲人早日养好伤》，又名《我为亲人熬鸡汤》或《沂蒙颂》，芭蕾舞剧《沂蒙颂》的插曲，集体作词，刘廷禹作曲，单秀荣原唱，

## 创作背景

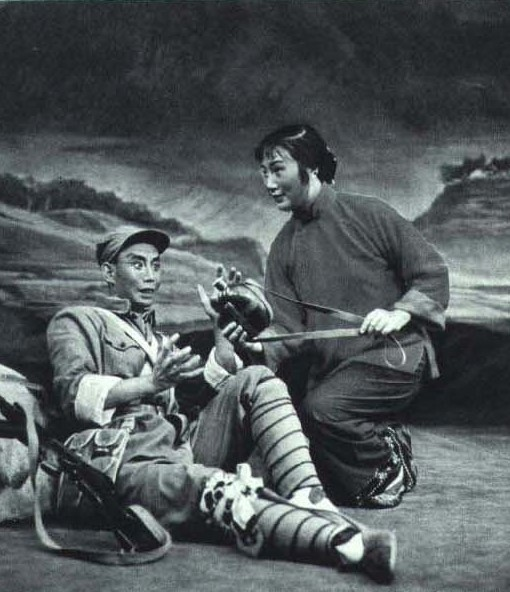
1964年《红嫂》

1961年，作家刘知侠根据1943年沂南县聋哑妇女明德英用乳汁拯救重伤的13岁八路军伤员的真实事例，创作了短篇小说《红嫂》，后来被改编成京剧。1964年，全国京剧现代戏观摩演出大会在北京举行，淄博京剧团的《红嫂》是山东省选派的作品之一，获得优秀奖。汇演结束后，《红嫂》等剧目专程到北戴河为毛泽东主席等党和国家领导人演出，毛泽东看后对其大加称赞，并指示将其拍成电影。
1971年初，芭蕾舞剧《沂蒙颂》创作组成立，其后6个月间，曾先后六次到山东沂蒙山区采风，在沂南县岸堤、横河等地体验生活。1972年初，《沂蒙颂》在北京天桥剧场举行试验性公演，1973年5月16日，精编版《沂蒙颂》正式公演，1975年，精编版《沂蒙颂》由八一电影制片厂拍摄为电影。